# 禅定院 (練馬区)
禅定院（ぜんじょういん）は、東京都練馬区にある真言宗智山派の寺院。

## 概要
創建年代は不明であるが、願行上人によって開山された。ただ境内に、「応安（1368年～1375年）」「至徳（1384年～1387年）」の元号が入った板碑が存在することから、南北朝時代には既に存在したものと推測される。
文政年間（1818年～1831年）の火災で文書を全て焼失したので、寺の記録を失っている。
明治時代、練馬区地域で最初の公立小学校「豊島学校」は、当院で開校された。この豊島学校は練馬区立石神井小学校の前身である。

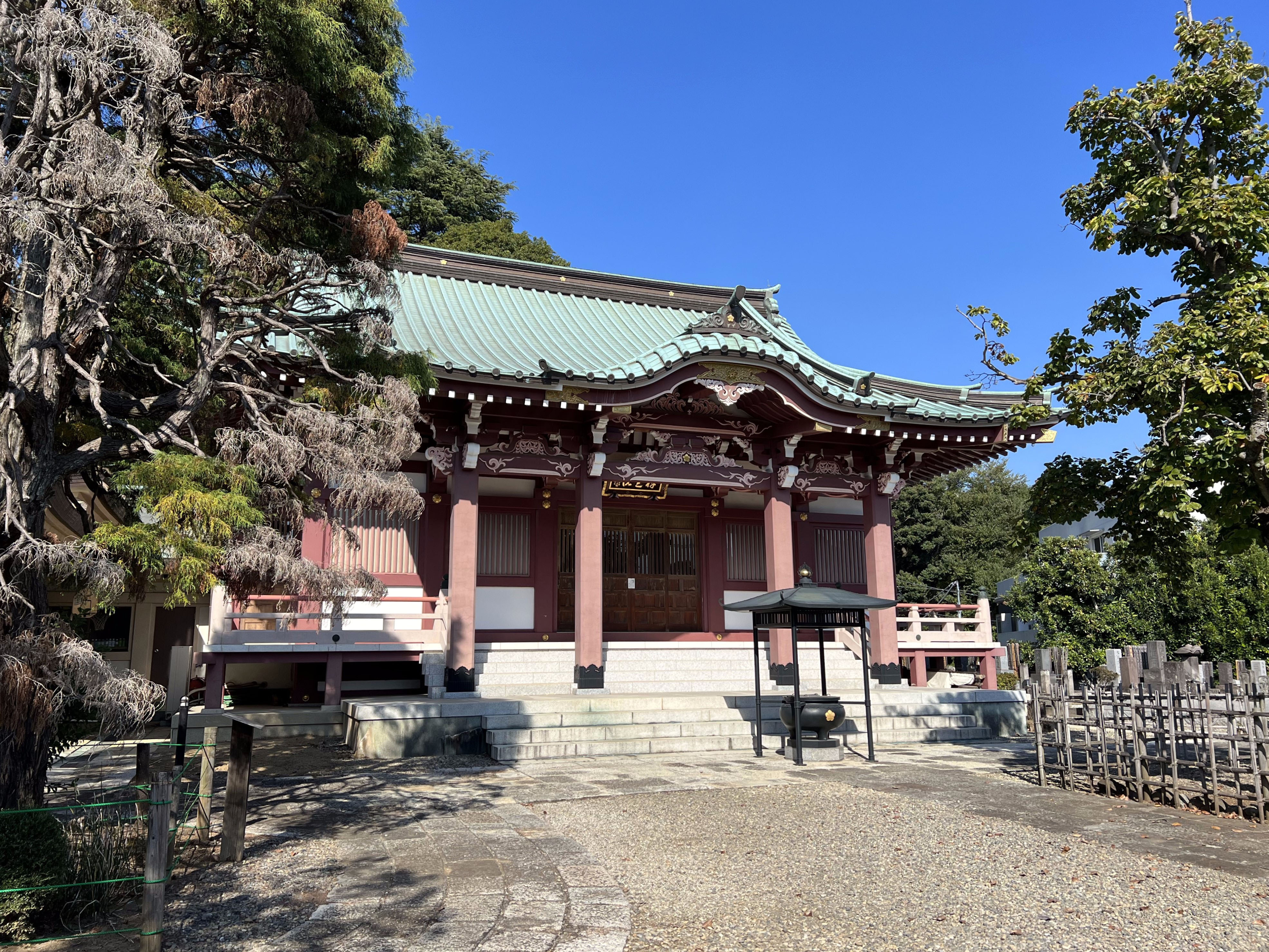
本堂

## 交通アクセス
- 石神井公園駅より徒歩10分。